# Raphael Onyedika
Raphael Onyedika, né le 19 avril 2001 à Imo au Nigeria, est un footballeur international nigérian qui joue au poste de milieu défensif au Club de Bruges.

## Biographie

### Jeunesse et formation
Originaire du Nigeria, Raphael Onyedika passe par le club local du FC Ebedei, avant de rejoindre au printemps 2019 le Danemark et le centre de formation du FC Midtjylland. Il se fait notamment remarquer avec les U19 du FCM en UEFA Youth League, par sa puissance et sa vitesse. Il joue le plus souvent en défense centrale avec les U19.
Lors de la saison 2020-2021, il est prêté au FC Fredericia.

### Retour au FC Midtjylland
Raphael Onyedika est de retour au FC Midtjylland après son prêt, et se voit intégré à l'équipe première par Bo Henriksen. Il prolonge par ailleurs son contrat avec Midtjylland au début du mois de juillet 2021, le liant désormais au club jusqu'en juin 2025. Il est alors vu comme le possible remplaçant de Frank Onyeka, ce dernier ayant quitté le club pour le Brentford FC.
Le 20 juillet 2021, Onyedika joue son premier match de Ligue des champions lors d'une rencontre de tour préliminaire face au Celtic Glasgow. Il est titulaire et les deux équipes se neutralisent (1-1). De nouveau titulaire lors du match retour, il s'illustre en marquant dans les prolongations le but qui permet à son équipe de se qualifier pour le tour suivant,.

### Club Bruges
Le 28 août 2022, Raphael Onyedika s'engage en faveur du Club Bruges pour un montant de 10 millions d’euros. Il signe un contrat courant jusqu'en juin 2027.
Le 7 avril 2024, Onyedika se fait remarquer en réalisant son premier doublé pour le Club Bruges, face au RSC Anderlecht, en championnat. Titulaire, il contribue à la victoire de son équipe par trois buts à un,,.

### En sélection
En septembre 2022, Raphael Onyedika est convoqué pour la première fois avec l'équipe nationale du Nigeria par le sélectionneur José Peseiro. Il honore sa première sélection lors de ce rassemblement, le 27 septembre 2022, lors d'un match amical face à l'Algérie. Il entre en jeu à la place de Frank Onyeka lors de cette rencontre perdue par les Nigérians (2-1 score final).
Le 29 décembre 2023, il est retenu dans la liste des vingt-cinq joueurs nigérians sélectionnés par José Peseiro pour disputer la Coupe d'Afrique des Nations 2024.
Onyedika marque son premier but pour le Nigeria le 10 juin 2024 face au Bénin. Malgré son but il ne peut empêcher la défaite de son équipe par deux buts à un.

## Palmarès
FC Midtjylland
- Coupe du Danemark (1) :
  - Vainqueur : 2022

 Club Bruges KV
- Championnat de Belgique (1) :
  - Vainqueur : 2024
- Coupe de Belgique (1) :
  - Vainqueur : 2025